# Česká
Česká község Csehországban, Brno-vidéki járásban. Česká Brno, Jinačovice, Lelekovice és Kuřim településekkel határos. Lakosainak száma 1008 fő (2024. január 1.).

## Népesség
A település lakosságának változását az alábbi diagram mutatja:
| Lakosok száma | 201  | 227  | 241  | 487  | 576  | 655  | 1012 | 1008 | 1005 | 1008 |
|               | 1869 | 1890 | 1921 | 1950 | 1980 | 2001 | 2017 | 2019 | 2022 | 2024 |